# Fałkowo
Fałkowo (niem. Weißenburg) – wieś w Polsce położona w województwie wielkopolskim, w powiecie gnieźnieńskim, w gminie Łubowo przy drodze wojewódzkiej nr 434.
We wsi znajduje się opuszczony dwór (eklektyczny, zbudowany ok. 1890), zaniedbany park dworski (krajobrazowy, ok. 3 ha pow., w tym 0,3 ha stawów), wpisane do rejestru zabytków pod numerem 1631/A z dnia 11.11.1974, pozostałości zabudowań folwarcznych oraz stacja kolejowa.
W latach 1975–1998 miejscowość administracyjnie należała do województwa poznańskiego.